# Utredningen om en moderniserad arbetsrätt
Utredningen om en moderniserad arbetsrätt, eller las-utredningen är en svensk offentlig utredning som tillsattes i april 2019 av regeringen Löfven II och som ska rapportera i maj 2020. Utredningen överlämnade sitt betänkande till regeringen 1 juni 2020.

## Bakgrund
I den sakpolitiska överenskommelsen från januari 2019 mellan Socialdemokraterna, Centerpartiet, Liberalerna och Miljöpartiet ingick som punkt 20 att arbetsrätten skulle förändras. Den främsta förändringen som utpekades var utökade undantag från turordningsreglerna i lagen om anställningsskydd (LAS), främst för att underlätta för små och medelstora företag.
Utredningen skulle ta fram ett förslag som skulle kunna genomföras ifall arbetsmarknadens parter inte själva kunde nå en överenskommelse om reformering av LAS i enlighet med den sakpolitiska överenskommelsen. Förändringarna i LAS skall enligt överenskommelsen genomföras 2021, endera enligt parternas överenskommelser eller enligt utredningens förslag.
Det var framför allt Centerpartiet som var pådrivande för att få med frågan om förändring av arbetsrätten i den sakpolitiska överenskommelsen. Inom Socialdemokraterna och LO var detta inslag i överenskommelsen redan från början kontroversiellt.

## Utredningen
I april 2019 utsågs justitierådet Gudmund Toijer som särskild utredare, med uppgift att redovisa ett betänkande till regeringen senast den 31 maj 2020.

## Förhandlingen mellan arbetsmarknadens parter
I december 2019 hoppade fem LO-förbund av förhandlingarna, vilket pekade mot att arbetsmarknadens parter inte skulle lyckas nå någon överenskommelse. Detta skulle innebära att utredningens kommande förslag skulle ligga till grund för förändringen av LAS 2021, såvida inte överenskommelsen skulle ändras.

## Reaktioner på utredningen
I maj 2020, några dagar före det att utredningens betänkande skulle presenteras, hotade Vänsterpartiet med att fälla regeringen Löfven genom en misstroendeomröstning tillsammans med Moderaterna, Sverigedemokraterna och Kristdemokraterna ifall regeringen skulle lägga fram utredningens förslag som ett lagförslag i riksdagen. Syftet med Vänsterpartiets hot var att förmå regeringen att inte lägga fram något förslag till förändring av LAS.